# Elza Lima
Elza Maria Sinimbú Lima (Belém, 1952), conhecida como Elza Lima, é uma fotógrafa brasileira que durante décadas registou os habitantes da região amazônica.
O trabalho de Elza Lima foca-se nas tradições culturais e no cotidiano das populações ribeirinhas do Pará, registando as festas populares, o artesanato, a pesca, as moradias, as brincadeiras infantis e a presença de ícones da modernidade, como a televisão e objetos industrializados, no dia-a-dia das comunidades. Algumas das suas imagens chamam também a atenção para a relação afetiva das pessoas com o meio ambiente.
Já expôs nos Estados Unidos, Espanha e França, Suíça, Alemanha, Portugal. As suas obras podem ser encontradas em coleções de Museus como o MASP - Museu de Arte de São Paulo (São Paulo, Brasil), Centro Português de Fotografia (Porto, Portugal), Kunstmuseum Des Kantons Thurgau (Warth-Weiningen, Suíça) e no MAM Rio (Rio de Janeiro, Brasil).
Atualmente desenvolve trabalho de pesquisa sobre as pescadoras do Porto do Milagre em Santarém, região do Baixo Amazonas, além de ministrar cursos e palestras no Brasil e estrangeiro.

## Percurso
Criada pelos avós, num ambiente doméstico rico em referências artísticas e intelectuais – o seu bisavô, Ignácio Batista de Moura, escreveu o livro de viagem "De Belém a São João do Araguaia", a sua avó era pianista e o  seu avô, escritor, crítico de arte e professor, exerceu forte influência na criatividade da neta.
Licenciada em História pela Universidade Federal do Pará - UFPA em 1979.
Em 1984, frequentou o curso de fotografia coordenado por Miguel Chikaoka na Oficina Fotoativa, em Belém.
Entre 1985 e 1987, integrou a equipa do projeto Ação Cultural e Pedagógica com Imagens, do Centro de Recursos Audiovisuais da Amazônia.
Em 1989, trabalhou na Fundação Cultural do Pará Tancredo Neves - Centur, onde cria um acervo fotográfico das manifestações culturais da região amazônica, e, num acordo com a Fundação Nacional do Índio - Funai, inicia o trabalho de documentação de tribos indígenas da Amazônia Legal.
Em 1990, recebe o prémio de fotógrafa do ano concedido pela Associação dos Artistas do Pará, e, em 1991, recebe o Prémio José Medeiros do Museu de Arte Moderna do Rio de Janeiro - MAM/RJ.
Em 1995, vive durante seis meses na Suíça com uma bolsa concedida pelo Kunstmuseum des Kantons Thurgau (Museu de Arte do Cantão Thurgau) e desenvolve o projeto "Vendo de Perto com Olhares de Fora" com o fotógrafo suíço Barnabás Bosshart.
De 1996 a 1999, visitou oito tribos indígenas dos Estados do Pará e Maranhão documentando o modo de vida das comunidades tradicionais. O projeto foi desenvolvido em convênio com a Fundação Nacional do Índio (Funai).
Em 1996, é contemplada com o Prêmio Marc Ferrez da Fundação Nacional de Arte - Funarte. Em 1999, é contemplada com a Bolsa Vitae de Artes, com “Viagem ao Cuminá”, refazendo 100 anos depois, a viagem da cartógrafa Otille Coudreau, primeira mulher a fotografar a Amazônia.
Em 1997 participou na publicação "Brasil Bom de Bola", que documentou as “peladas” em várias regiões brasileiras com 11 fotógrafos e escritores, como Manuel de Barros, Patativa do Assaré, Rita Lee, entre outros.
No fim dos anos 1990, desenvolve com Antonio Augusto Fontes, Ed Viggiani, Celso Oliveira e Tiago Santana, o projeto "Brasil sem Fronteiras", no qual documenta as cidades fronteiriças do oeste do país. Os ensaios dão origem ao livro homónimo, lançado em 2001.
Em 2003, ganhou a Bolsa de Criação Artística do Instituto de Artes do Pará com o projeto “Viagem Poética às Amazonas” para realizar uma pesquisa no Rio Nhamunda, captando como se comporta a referida lenda nos dias atuais.
Em 2010, ganhou o XI Prêmio Funarte Marc Ferrez de fotografia com o tema “O Lago da Lua ou Yaci Uaruá - As Amazonas do Rio Mar”. Este projeto propôs uma expedição que percorreu o Rio Nhamundá, partindo de Oriximiná, visitando os municípios de Nhamundá, Juruti, Faro e Terra Santa, com a finalidade de captar imagens de mulheres arrimo de família, e registar como se preserva a lenda das mulheres guerreiras na memória destas comunidades.
Em 2013, foi contemplada pela 12º edição da Bolsa de Criação, Experimentação, Pesquisa e Divulgação Artística do Instituto de Artes do Pará. O projeto “À Deriva” que começou a ser pensado em 2010, durante uma viagem de barco iniciada em Santarém, que percorreu os rios Amazonas, Trombetas e Nhamundá, até alcançar a divisa entre o Pará e o estado do Amazonas, no momento de uma das maiores secas.
Em 2016, foi uma dos 36 artistas que fizeram parte da exposição de fotografia  "A Arte da Lembrança – A Saudade na Fotografia Brasileira". Nesse mesmo ano, a Editora Ipsis publicou um livro inteiro dedicado às suas imagens sobre a região amazônica: "Elza Lima - Ipsis de Fotografia Brasileira - Vol. 5".
Em 2018, participou no evento gratuito Pequeno Encontro de Fotografia, que decorreu em Olinda (Pernambuco, Brasil) e que pretendia celebrar presença feminina na arte. O tema do encontro desse ano era "O lugar da mulher na fotografia" e Elza Lima esteve presente para falar um pouco do seu trabalho.
Em 2019, Elza Lima foi responsável pelas imagens publicitárias da campanha da primeira coleção do estilista Marco Normando, também natural de Belém, e que se tornaram numa série de postais especiais e colecionáveis.
Em 2020, a exposição colectiva “O olhar não vê. O olhar enxerga”, no Museu da Fotografia Fortaleza, sob curadoria do escritor, roteirista e editor Diógenes Moura, integrou algumas obras de Elza Lima.
Em 21 de janeiro de 2021, foi inaugurada a exposição "O Norte sem norte" sobre Elza Lima, sob curadoria de Eder Chiodetto, no Centro Cultural Fiesp (São Paulo, Brasil), com imagens realizadas nos últimos 30 anos, parte delas inéditas. A curadoria optou por mostrar várias facetas da produção da fotógrafa paraense, que completará 70 anos em 2022, e segue em plena atividade. Imagens em preto-e-branco, dípticos e trípticos em cor, um vídeo e um oratório, formam o conjunto de obras expostas, realizadas entre 1987 e 2020.

## Prémios e Reconhecimentos
- 1988 - Prémio Arte Pará, 7ª Edição[8]
- 1990 - Prémio Fotógrafa do Ano, Associação dos Artistas do Pará[5]
- 1991 - Prémio Arte Pará, 10ª Edição[8]
- 1991 - Prémio José Medeiros, MAM (Museu de Arte Moderna), Rio de Janeiro[5][8]
- 1992 - Prêmio Arte Pará, 11ª Edição[8]
- 1995 - Bolsista do Kunstmuseum Thurgau des Kanton Thurgau, na Suíça.[7][8]
- 1996 - Contemplada com Bolsa Marc Ferrez (Funarte) com o tema “Rota d’água”, tendo recebido uma bolsa para viajar pelo Rio Trombetas, registrando os quilombos da região[3][7]
- 1999 - Contemplada com Bolsa Vitae, com “Viagem ao Cuminá”, refazendo 100 anos depois, a viagem da cartógrafa Otille Coudreau, primeira mulher a fotografar a Amazônia[3][7][8]
- 2003 - Ganhou a Bolsa de Criação Artística do Instituto de Artes do Pará[7][8]
- 2010 - Vencedora do XI Prêmio Funarte Marc Ferrez de fotografia[8]
- 2013 - Contemplada pela 12º edição da Bolsa de Criação, Experimentação, Pesquisa e Divulgação Artística do Instituto de Artes do Pará.[8]

## Obra
- São Miguel do Guamá, Pará, 1988 (Fotografia)[20]
- Rio das Lavadeiras, Altamira, Pará, 1991 (Fotografia)[21]
- Xingu, Pará, 1991 (Fotografia)[22]
- O Encanto, Capanema PA, 1992 (Fotografia)[23]
- Entroncamento, Belém PA, 1993 (Fotografia)[24]
- Ferrovia Carajás, Maranhão, 1993 (Fotografia)[25]
- Abaetetuba, Pará, 1993 (Fotografia)[26]
- Carapuru, Pará, 1995 (Fotografia)[27]
- Juazeiro, Ceará, 1996 (Fotografia)[28]
- Rio Trombetas, Pará, 1996 (Fotografia)[29]
- Elza Lima - Ipsis de Fotografia Brasileira - Vol. 5, 2016, ISBN 9788598741970 (Livro)[4][13][14][30]

## Lista de Referências
1. 1 2 3 4 5 6 7  Cultural, Instituto Itaú. «Elza Lima». Enciclopédia Itaú Cultural. Consultado em 27 de março de 2021
2. ↑  Marinho, Rayele (2019). «Elza Lima: O Retrato Fotográfico entre a Imagem Performada e o Sensual» (PDF). UNIFAP - Universidade Federal do Amapá. Consultado em 27 de março de 2021
3. 1 2 3 4 5 6  Continente, Revista. «"Parece que o mundo se prepara para desaparecer"». Revista Continente. Consultado em 27 de março de 2021
4. 1 2 3  Entretenimento, Portal Uai; Entretenimento, Portal Uai (14 de julho de 2017). «Livro reúne fotografias de Elza Lima sobre a região amazônica». Portal Uai Entretenimento. Consultado em 27 de março de 2021
5. 1 2 3 4 5 6 7 8  Scandovieiri, Raisa (22 de janeiro de 2021). «Fantasia e realidade amazônicas ganham foco na exposição 'O Norte sem norte': fotografias de Elza Lima». SESI-SP. Consultado em 27 de março de 2021
6. ↑  PA, Do G1 (9 de novembro de 2016). «Jorane Castro fala sobre o diálogo entre cinema e fotografia». Pará. Consultado em 27 de março de 2021
7. 1 2 3 4 5 6 7 8 9 10  «Cultura Pará - Fotografia - Elza Lima». www.culturapara.art.br. Consultado em 27 de março de 2021
8. 1 2 3 4 5 6 7 8 9 10 11 12 13 14 15 16 17  «Elza Lima». MAM. Consultado em 27 de março de 2021
9. 1 2  «Por trás da foto: o imaginário amazônico no olhar da fotógrafa Elza Lima». ZUM. 16 de agosto de 2017. Consultado em 27 de março de 2021
10. ↑  «Folha de S.Paulo - Fotografia: "Brasil Bom de Bola" exibe futebol e arte (com foto) - 31/03/98». www1.folha.uol.com.br. Consultado em 27 de março de 2021
11. ↑  PA, Do G1 (10 de agosto de 2016). «Mostra reúne fotografias de mais de trinta artistas brasileiros, em Belém». Pará. Consultado em 27 de março de 2021
12. ↑  «No Ceará, exposição fotográfica tem saudade como tema». FHOX. 17 de janeiro de 2017. Consultado em 27 de março de 2021
13. 1 2  ELZA LIMA - 1ªED.(2016) - Elza Lima - Livro. [S.l.: s.n.]
14. 1 2  «Coleção Ipsis de Fotografia Brasileira». Fotô Editorial. Consultado em 27 de março de 2021
15. ↑  «'Pequeno Encontro da Fotografia' celebra presença feminina na arte, em Olinda». G1. Consultado em 27 de março de 2021
16. ↑  18.10.20 7h00. «Conheça a Normando, marca de estilista paraense que já estampou Vogue Brasil e Portugal». O Liberal. Consultado em 27 de março de 2021
17. ↑  «Estilista Marco Normando divide experiência sobre a criação da sua marca». FAAP Moda. Consultado em 27 de março de 2021
18. ↑  «Obras do acervo do Museu da Fotografia Fortaleza integram duas novas exposições de longa duração - Verso». Diário do Nordeste. 2 de março de 2020. Consultado em 27 de março de 2021
19. ↑  ABCdoABC, Portal do. «Amazônia é foco da nova exposição fotográfica do Centro Cultural Fiesp». www.abcdoabc.com.br. Consultado em 27 de março de 2021
20. ↑  Cultural, Instituto Itaú. «São Miguel do Guamá, Pará». Enciclopédia Itaú Cultural. Consultado em 27 de março de 2021
21. ↑  Cultural, Instituto Itaú. «Rio das Lavadeiras - Altamira, Pará». Enciclopédia Itaú Cultural. Consultado em 27 de março de 2021
22. ↑  Cultural, Instituto Itaú. «Xingu, Pará». Enciclopédia Itaú Cultural. Consultado em 27 de março de 2021
23. ↑  Cultural, Instituto Itaú. «O Encanto, Capanema PA». Enciclopédia Itaú Cultural. Consultado em 27 de março de 2021
24. ↑  Cultural, Instituto Itaú. «Entroncamento, Belém PA». Enciclopédia Itaú Cultural. Consultado em 27 de março de 2021
25. ↑  Cultural, Instituto Itaú. «Ferrovia Carajás, Maranhão». Enciclopédia Itaú Cultural. Consultado em 27 de março de 2021
26. ↑  Cultural, Instituto Itaú. «Abaetetuba, Pará». Enciclopédia Itaú Cultural. Consultado em 27 de março de 2021
27. ↑  Cultural, Instituto Itaú. «Carapuru, Pará». Enciclopédia Itaú Cultural. Consultado em 27 de março de 2021
28. ↑  Cultural, Instituto Itaú. «Juazeiro, Ceará». Enciclopédia Itaú Cultural. Consultado em 27 de março de 2021
29. ↑  Cultural, Instituto Itaú. «Rio Trombetas, Pará». Enciclopédia Itaú Cultural. Consultado em 27 de março de 2021
30. ↑  «Elza Lima - Col. Ipsis de Fotografia Brasileira - Vol. 5 - Saraiva». www.saraiva.com.br. Consultado em 27 de março de 2021